# Nordische Skiweltmeisterschaften 1930/Teilnehmer (Italien)
| Goldmedaillen | Silbermedaillen | Bronzemedaillen |
| ------------- | --------------- | --------------- |
| —             | —               | —               |

Italien meldete für die 7. Nordischen Skiweltmeisterschaften, die vom 22. Februar bis 3. März 1930 am Holmenkollen in der norwegischen Hauptstadt Oslo ausgetragen wurden, vier Teilnehmer. 
Die Skisportler des italienischen Skiverbandes sollten ausschließlich an den beiden Skilanglaufwettbewerben konkurrieren, an den Start ging letztlich aber einzig der Wolkensteiner Hans Delago der in einem Starterfeld von 91 Skilangläufern den 78. Rang belegen konnte. 

## Teilnehmer und Ergebnisse
| Sportler           | Verein                  | Skilanglauf 17 km | Skilanglauf 50 km | Skispringen K-50 | N. Komb. 18 km / K-50 | Patrouille 28 km |
| ------------------ | ----------------------- | ----------------- | ----------------- | ---------------- | --------------------- | ---------------- |
| Francesco Dezulian | G.S. Fiamme Gialle, Rom | DNS               | DNS               | –                | –                     | –                |
| Hans Delago        |                         | 78.               | –                 | –                | –                     | –                |
| Luigi Herin        |                         | DNS               | DNS               | –                | –                     | –                |
| Andrea Vuerich     | G.S. Fiamme Gialle, Rom | DNS               | DNS               | –                | –                     | –                |

## Legende
- DNS = Did not start (nicht gestartet)